# Ribeiro do Amaral
José Ribeiro do Amaral, mais conhecido como Ribeiro do Amaral (São Luís, 3 de maio de 1853 — São Luís, 30 de abril de 1927) foi um historiador e escritor brasileiro. Foi fundador da cadeira nº 11 da Academia Maranhense de Letras, tendo como patrono João Francisco Lisboa, foi também presidente desta Academia de 1908 a 1927. 

## Biografia
Iniciou sua formação educacional no prestigioso Colégio de Nossa Senhora da Glória, também chamado Colégio das Abranches. Ribeiro do Amaral foi catedrático de História e Geografia do Liceu Maranhense, instituição a que também serviu na condição de seu diretor. Encarregado provisoriamente da reorganização da Biblioteca Pública, foi nomeado diretor dessa instituição em 13 de abril de 1896, ali permanecendo até 16 de agosto de 1896. Durante essa primeira e breve gestão, promoveu a mudança da Biblioteca da Rua Formosa para a Rua da Paz. Novamente posto à frente desse órgão, dirigiu-o de 19 de agosto de 1910 a 21 de julho de 1913. Diretor da Imprensa Oficial, e colaborador do Diário Oficial do Estado, onde, no período de 1911 a 1912 publicou diversos trabalhos sob o título geral de Maranhão Histórico, os quais, coligidos pelo escritor Luiz de Mello, resultaram no livro O Maranhão histórico, publicado postumamente. Ribeiro do Amaral fundou e dirigiu o Colégio de São Paulo.
Foi membro do Instituto Histórico e Geográfico Brasileiro e figurou entre os que em 30 de novembro de 1925 fundaram o Instituto Histórico e Geográfico do Maranhão, então denominado Instituto de História e Geografia do Maranhão e foi, por seguidos anos, o zeloso possuidor da maior coleção de jornais antigos do Maranhão, a contar do primeiro deles, O Conciliador (1821). Após seu falecimento, sua família vendeu a coleção ao Estado do Maranhão, que a transferiu para o acervo da Biblioteca Pública Benedito Leite.

## Obras
- O Estado do Maranhão em 1896 (1897)
- Apontamentos para a história da Revolução da Balaiada na Província do Maranhão. Primeira Parte, 1837-1839 (1898)
- Apontamentos para a história da Revolução da Balaiada na Província do Maranhão. Segunda Parte, 1839-1840 (1900)
- Apontamentos para a história da Revolução da Balaiada na Província do Maranhão.Terceira e Última Parte, 1840-1841 (1912)
- Fundação do Maranhão (1912)[2]
- O Conde d'Escragnolle (1914)[3]
- A fundação de Belém; ligeira resposta ao estudo histórico do Sr. Cândido Costa; reivindicação histórica (1916)
- Limites do Maranhão com o Piauí ou a questão da Tutóia (1919)
- As revoluções do Segundo Império e a obra pacificadora de Caxias (1922)
- Efemérides maranhenses, 1ª parte (1923)
- O Maranhão histórico (2003) - publicado postumamente
- Fundação de Belém do Pará; jornada de Francisco Caldeira de Castelo Branco em 1616 (2004) - publicado postumamente